# Marzenka Novak
Marzenka Novak (Polonia, 2 de septiembre de 1945 - Buenos Aires, 3 de julio de 2011) fue una reconocida actriz de cine y televisión, cantante y escritora argentina de origen polaco.

## Biografía
Novak nació en Polonia el mismo día del final de la Segunda Guerra Mundial, el 2 de septiembre de 1945. Era hija de un jefe de la resistencia contra los nazis. Muy pronto la familia debió huir del comunismo, peregrinando por la Europa desolada hasta encontrar ubicación en un barco de refugiados que la trajo hasta Argentina.
Falleció el 3 de julio del 2011 a causa de un ataque cerebrovascular (ACV) en la Fundación Favaloro, donde se encontraba internada por problemas cardíacos, y se le habían realizado dos bypass. Sus restos descansan en el Panteón de Actores del cementerio de la Chacarita.

## Vida privada
Estuvo casada desde 1978 con el actor Hugo Arana (1943-2020) con quien tuvo un hijo, Juan Arana.

## Carrera

### Cine
Participó en el filme Este loco amor loco (1979) de Eva Landeck con Hugo Arana (con quien se había casado el año anterior), Irene Morack, Carlos Calvo y Héctor Gióvine.
Al año siguiente, hizo la comedia Toto Paniagua, el rey de la chatarra (1980) junto con Ricardo Espalter, Enrique Almada, Ana María Giunta y Juan Carlos de Seta.
En 1983 actuó en Espérame mucho con Víctor Laplace, Alicia Bruzzo y Arturo Bonín.
En 1987 intervino en el filme Made in Argentina con Luis Brandoni, Marta Bianchi, Leonor Manso y Patricio Contreras.
En 2002 actuó en la producción internacional dirigida e interpretada por Robert Duvall Assassination tango, que se filmó en Argentina.
En 2003 hizo el cortometraje El murmullo de las venas y la película norteamericana Imagining Argentina, protagonizada por Antonio Banderas y Emma Thompson.
Su última película filmada fue, en el 2008, el drama No mires para abajo en el papel de la madre de Eloy encarnado por Leandro Stivelman, compartiendo escenas con Hugo Arana y Mónica Galán.

### Televisión
En 1978 debutó como actriz en la pantalla chica con Juana rebelde en el papel de Chiquita, junto a Beatriz Taibo, Betiana Blum, Raúl Rossi y Alicia Anderson. También hizo Alta comedia.
En 1980 participó en Trampa para un soñador, telenovela protagonizada por Antonio Grimau y Cristina Alberó.
En 1987 retorna a la actuación con la exitosa Clave de sol encarnando a Beatriz.
En esa década formó parte del elenco de Matrimonios y algo más.
En 1991 hizo El árbol azul junto a Mónica Gonzaga, Carlos Muñoz, Antonio Caride y Andrés Vicente. Luego actuó en la tira El falfa.
En 1995 estuvo en La nena, ficción emitida por Canal 9.
Este mismo año participó en 4 episodios de la telecomedia juvenil Montaña Rusa.
En 1998 participó como Josefa en La condena de Gabriel Doyle con Lito Cruz, Luis Luque y María Socas.

### Teatro
Trabajó en más de 50 obras, entre ellas:
- El violinista en el tejado
- Cyrano de Bergerac
- Las dulces niñas
- Corte fatal
- La cocina
- El pasajero del barco del sol
- Marzenka, un canto de posguerra, dirigida por Manuel González Gil
- Jesucristo Superstar
- Calle 42
- La señorita de Tacna
- Locos por el biógrafo
- Tu nombre es Florencia
- La ópera del malandra
- Drácula con Sergio Renán, Gigi Rua, Pablo Alarcón, Franklin Caicedo, Osvaldo Terranova y Héctor Bidonde.
- Despertar de primavera
- Vamos a votar (1982), en el Teatro Maipo
- Dulce, dulce vida
- Herr Klement[3]

### Cantante
En su etapa como cantante se hizo conocidas por temas como: Finds Hope In Shen Yun y Sings Silent Night Cicha Noc.